# حاجب بن المفضل الأزدي
حاجب بن المُفضل الأزدي إمام وفقيه وعالم من رواة الحديث، عاش في العصر الأموي وكان والي عمان في عهد الخليفة عمر بن عبد العزيز.

## نسبه
هو حاجب بن المُفضل بن المُهلب بن أبي صفرة بن ظالم بن سارق البصري، المهلبي، العتكي، الأزدي.

## شيوخه
أكبر شيوخه هو والده مُفضل بن المُهلب بن ظالم بن سارق المُلقب بإبن أبي صفرة.

## تلاميذه
- أبو إسماعيل حماد بن زيد بن درهم البصري، الجهضمي، الأزدي

## روى عن
- والده مُفضل بن المهلب بن ظالم بن سارق.

## روى عنه
- حماد بن زيد.

## روى له
روى له أَبُو دَاوُدَ، النسائي حديثاً واحداً:
أَخْبَرَنَا بِهِ أَبُو الْفَرَجِ عَبْدُ الرَّحْمَنِ بْنُ أَبِي عُمَرَ بْنِ قُدَامَةَ، وأَبُو الْحَسَنِ عَلِيُّ بْنُ أَحْمَدَ بْنِ عَبْدِ الْوَاحِدِ الْمَقْدِسِيَّانِ، وأَبُو الْغَنَائِمِ الْمُسَلَّمُ بْنُ مُحَمَّدِ بْنِ عَلانَ، وأَبُو الْعَبَّاسِ أَحْمَدُ بْنُ شَيْبَانَ، قَالُوا: أَخْبَرَنَا حَنْبَلُ بْنُ عَبْدِ اللَّهِ، قال: أَخْبَرَنَا هِبَةُ اللَّهِ بْنُ مُحَمَّدِ بْنِ الْحُصَيْنِ، قال: أَخْبَرَنَا الْحَسَنُ بْنُ عَلِيِّ بْنِ الْمُذْهِبِ، قال: أَخْبَرَنَا أَحْمَدُ بْنُ جَعْفَرِ بْنِ حَمْدَانَ، قال: حَدَّثَنَا عَبْدُ اللَّهِ بْنُ أَحْمَدَ بْنِ حَنْبَلٍ، قال: حَدَّثَنِي إِبْرَاهِيمُ بْنُ الْحَسَنِ الْبَاهِلِيُّ، وعُبَيْدُ اللَّهِ بْنُ عُمَرَ الْقَوَارِيرِيُّ، ومُحَمَّدُ بْنُ أَبِي بَكْر الْمُقَدَّمِيُّ، قَالُوا: حَدَّثَنَا حَمَّادُ بْنُ زَيْدٍ، عَنْ حَاجِبِ بْنِ الْمُفَضَّلِ بْنِ الْمُهَلَّبِ، عَنْ أَبِيهِ، أَنَّهُ سَمِعَ النُّعْمَانَ بْنَ بَشِيرٍ، يَقُولُ: قال رَسُولُ اللَّهِ صَلَّى اللَّهُ عَلَيْهِ وسَلَّمَ: «اعْدِلُوا بَيْنَ أَبْنَائِكُمْ، اعْدِلُوا بَيْنَ أَبْنَائِكُمْ، اعْدِلُوا بَيْنَ أَبْنَائِكُمْ». رَوَاهُ أَبُو دَاوُدَ عَنْ سُلَيْمَانَ بْنِ حَرْبٍ فَوَقَعَ لَنَا عَالِيًا.

## ابن المُفضل عند علماء الجرح والتعديل
- قال عنه ابن حجر العسقلاني: ثقة.
- قال عنه يحيى بن معين: ثقة.
- قال عنه سليمان بْن حرب: كَانَ عامل عمر بْن عَبْدِ الْعَزِيزِ على عمان.
- ذكره ابن حبان في «الثقات».
- قال عنه قال الحافظ في «تقريب التهذيب»: ثقة قديم من أصحاب عمر بن عبد العزيز.[3]